# Brannockita
La brannockita és un mineral de la classe dels silicats, que pertany al grup de l'osumilita. Rep el nom en honor del Dr. Kent Combs Brannock (Independence, Virgínia, Estats Units, 20 de juliol de 1923 - Kingsport, Tennessee, 21 de febrer de 1973), químic i col·leccionista de minerals, qui va fer moltes col·leccions primerenques a la localitat tipus: la mina Foote.

## Característiques
La brannockita és un silicat de fórmula química (K,Na)□₂Li₃(Sn,Zr,Ti)₂[Si₁₂O30]. Va ser aprovada com a espècie vàlida per l'Associació Mineralògica Internacional l'any 1973. Cristal·litza en el sistema hexagonal. La seva duresa a l'escala de Mohs es troba entre 5 i 6.
Segons la classificació de Nickel-Strunz, la brannockita pertany a «09.CM - Ciclosilicats, amb dobles enllaços de 6 [Si₆O18]12- (sechser-Doppelringe)» juntament amb els següents minerals: armenita, chayesita, darapiosita, eifelita, merrihueïta, milarita, osumilita-(Mg), osumilita, poudretteïta, roedderita, sogdianita, sugilita, yagiïta, berezanskita, dusmatovita, shibkovita, almarudita, trattnerita, oftedalita i faizievita.

## Formació i jaciments
Va ser descoberta a la mina Foote Lithium Co., situada al districte de Kings Mountain del comtat de Cleveland, a Carolina del Nord (Estats Units). També als Estats Units ha estat descrita a la mina LCA de la ciutat de Bessemer, al comtat de Gascon (també a Carolina del Nord), i a Washington Pass, al comtat d'Okanogan (Washington). La brannockita també ha estat descrita a un indret fora del continent americà: a la glacera Dara-i-Pioz, al Tajikistan.